# Gustavo Lanaro
Gustavo Martín Lanaro Contreras (Villa Regina, Provincia de Río Negro, Argentina, 21 de marzo de 1986) es un futbolista argentino nacionalizado chileno. Juega de delantero y su equipo actual es San Antonio Unido de la Segunda División Profesional de Chile. 
Su hermano mellizo es el exfutbolista Germán Lanaro.

## Trayectoria
Comenzó su carrera en las divisiones inferiores de Círculo Italiano de su ciudad natal para luego trasladarse a los catorce años a Buenos Aires ingresando junto a su hermano, Germán, a las divisiones inferiores de Huracán y luego a las de Belgrano.
A mediados de 2007 llegaría a San Telmo donde se daría su debut oficial como profesional, haciéndolo en la tercera fecha de la Primera B 2007/08 siendo parte de la derrota por dos goles contra uno frente a Deportivo Morón. Desde su primer partido solo jugaría en cinco ocasiones más siendo desvinculado del club a la temporada siguiente al no ser renovado su contrato.
Su siguiente paso sería por el Club Atlético Lugano de la Primera D donde solo vería acción en dos partidos por lo que estaría durante un semestre en el club pasando luego a jugar de manera amateur por Huracán de Laboulaye retirándose finalmente del fútbol durante un año para ponerse a trabajar en una zapatería de Buenos Aires.
Regresaría al fútbol a mediados de 2010 fichando por General Lamadrid para afrontar la Primera C donde se afianzaría al tener continuidad y convertir el primer gol de su carrera frente a Deportivo Laferrere en la fecha tres dando el triunfo por un tanto a cero. En esta temporada conseguiría el hasta ahora su único título, el de la Primera C.
Permanecería en General Lamadrid durante la primera campaña del club en Primera B para luego tener un breve paso por Grupo Universitario de Tandil del Torneo Argentino B regresando al Lama la siguiente temporada. En este regreso tendría su mejor campaña a nivel personal quedando como el séptimo goleador de la liga, esto le significaría fichar por un equipo de la Primera División de Venezuela, Llaneros de Guanare.
Pese a realizar la pretemporada en Venezuela por problemas con su contrato ficharía sorpresivamente en Unión San Felipe de Chile donde una buena campaña lo ayudaría a hacerse un nombre en la Primera B de aquel país pasando también por Coquimbo Unido y Deportes Valdivia.
Sería con Deportes Valdivia donde tendría sus mejores campañas convirtiéndose en el goleador del equipo ayudando a su equipo primero a salvar la categoría y luego siendo uno de los ejes que disputaría las posibilidades de ascenso durante la Primera B 2018. Este buen rendimiento permitirían que fichara por el Santiago Wanderers después de haber sido candidato al mejor jugador de la división en los Premios Revista El Gráfico - ANFP.

## Estadísticas

### Clubes
| Club                          | Div.          | Temporada     | Liga  | Liga  | Copas nacionales | Copas nacionales | Torneos internacionales | Torneos internacionales | Total | Total |
| Club                          | Div.          | Temporada     | Part. | Goles | Part.            | Goles            | Part.                   | Goles                   | Part. | Goles |
| ----------------------------- | ------------- | ------------- | ----- | ----- | ---------------- | ---------------- | ----------------------- | ----------------------- | ----- | ----- |
| San Telmo Argentina           | 3ª            | 2007-08       | 6     | 0     | —                | —                | —                       | —                       | 6     | 0     |
| San Telmo Argentina           | Total club    | Total club    | 6     | 0     | 0                | 0                | 0                       | 0                       | 6     | 0     |
| Lugano Argentina              | 5ª            | 2008-09       | 2     | 0     | —                | —                | —                       | —                       | 2     | 0     |
| Lugano Argentina              | Total club    | Total club    | 2     | 0     | 0                | 0                | 0                       | 0                       | 2     | 0     |
| General Lamadrid Argentina    | 4ª            | 2010-11       | 27    | 3     | —                | —                | —                       | —                       | 27    | 3     |
| General Lamadrid Argentina    | 3ª            | 2011-12       | 26    | 5     | 2                | 1                | —                       | —                       | 28    | 6     |
| General Lamadrid Argentina    | 4ª            | 2013-14       | 32    | 12    | —                | —                | —                       | —                       | 32    | 12    |
| General Lamadrid Argentina    | Total club    | Total club    | 85    | 20    | 2                | 1                | 0                       | 0                       | 87    | 21    |
| Grupo Universitario Argentina | 4ª            | 2012-13       | 12    | 3     | 1                | 0                | —                       | —                       | 13    | 3     |
| Grupo Universitario Argentina | Total club    | Total club    | 12    | 3     | 1                | 0                | 0                       | 0                       | 13    | 3     |
| Unión San Felipe · Chile      | 2ª            | 2014-15       | 20    | 8     | 4                | 1                | —                       | —                       | 24    | 9     |
| Unión San Felipe · Chile      | Total club    | Total club    | 20    | 8     | 4                | 1                | 0                       | 0                       | 24    | 9     |
| Coquimbo Unido · Chile        | 2ª            | 2015-16       | 15    | 1     | 4                | 0                | —                       | —                       | 19    | 1     |
| Coquimbo Unido · Chile        | Total club    | Total club    | 15    | 1     | 4                | 0                | 0                       | 0                       | 19    | 1     |
| Deportes Valdivia · Chile     | 2ª            | 2016-17       | 24    | 7     | —                | —                | —                       | —                       | 24    | 7     |
| Deportes Valdivia · Chile     | 2ª            | 2017          | —     | —     | 1                | 0                | —                       | —                       | 1     | 0     |
| Deportes Valdivia · Chile     | 2ª            | 2018          | 25    | 13    | 8                | 6                | —                       | —                       | 33    | 19    |
| Deportes Valdivia · Chile     | Total club    | Total club    | 49    | 20    | 9                | 6                | 0                       | 0                       | 58    | 26    |
| Santiago Wanderers · Chile    | 2ª            | 2019          | 20    | 7     | —                | —                | —                       | —                       | 20    | 7     |
| Santiago Wanderers · Chile    | 1ª            | 2020          | —     | —     | —                | —                | —                       | —                       | 0     | 0     |
| Santiago Wanderers · Chile    | Total club    | Total club    | 20    | 7     | 0                | 0                | 0                       | 0                       | 20    | 7     |
| Total carrera                 | Total carrera | Total carrera | 209   | 59    | 20               | 8                | 0                       | 0                       | 229   | 67    |
| 1. 2.                         |               |               |       |       |                  |                  |                         |                         |       |       |

### Resumen estadístico
| Competición         | Partidos | Goles | Promedio |
| ------------------- | -------- | ----- | -------- |
| Primera B Argentina | 32       | 5     | 0.15     |
| Primera C Argentina | 59       | 15    | 0.25     |
| Primera D Argentina | 2        | 0     | 0.00     |
| Torneo Argentino B  | 12       | 3     | 0.25     |
| Primera B de Chile  | 104      | 36    | 0.34     |
| Copa Argentina      | 3        | 1     | 0.33     |
| Copa Chile          | 17       | 7     | 0.41     |
| Total               | 229      | 67    | 0.29     |

## Palmarés

### Títulos nacionales
| Título    | Club               | País      | Año       |
| --------- | ------------------ | --------- | --------- |
| Primera C | General Lamadrid   | Argentina | 2010/2011 |
| Primera B | Santiago Wanderers | Chile     | 2019      |

### Distinciones individuales
| Distinción                | Año  |
| ------------------------- | ---- |
| Goleador de la Copa Chile | 2018 |